# Mariene ecoregio Gele Zee
De Mariene ecoregio Gele Zee (50) (Engels: Yellow Sea marine ecoregion) is een biogeografische regio en ligt in het westen van de Grote Oceaan in de Mariene provincie Koude Gematigde Noordwestelijke Stille Oceaan (8) in het Marien rijk Gematigde Noordelijke Stille Oceaan. De mariene ecoregio is vastgesteld door het World Wide Fund for Nature en The Nature Conservancy en is vernoemd naar de Gele Zee.
In het zuiden grenst het gebied aan de mariene ecoregio Oost-Chinese Zee (52).

## Geografie
De mariene ecoregio ligt in het westen van de Grote Oceaan voor de noordoostkust van China en de westkusten van Noord-Korea en Zuid-Korea. Het gebied ligt tussen het Koreaans Schiereiland en het Chinese vasteland in de Gele Zee en omvat onder andere ook de Golf van Bohai en de Koreabaai.
Door het gebied stromen twee zijtakken van de Kuroshio.

## Biogeografie
Het gebied kent zeeleven dat houdt van gematigde temperaturen.